# Hai cheng
《(海城) Hai cheng》은 2022년 3월 18에 발매된 디에잇의 네번째 디지털 싱글이다.

## 개요
woozi와 THE 8이 작곡을, ALFa와 THE 8이 작사를, 이범훈이 편곡을 맡았다.

## 엘범 소개
세븐틴 디에잇, 중국 솔로 디지털 싱글 ‘海城 (Hai Cheng)' 발매
곡 작업에 다방면 참여…‘글로벌 만능 엔터테이너' 면모 과시
다채로운 콘텐츠를 통해 트렌디한 모습부터 아티스틱한 모습까지 소화하며 ‘글로벌 만능 엔터테이너'로 자리매김한 디에잇의 중국 네 번째 솔로 디지털 싱글 ‘海城 (Hai Cheng)'이 공개됐다.
‘海城 (Hai Cheng)'은 지난 2020년 5월 발매된 중국 두 번째 솔로 디지털 싱글 ‘那幕 (Falling Down)'과 아트 비디오 ‘本'에 이어 디에잇이 작사, 작곡, 뮤직비디오 등 다방면으로 작업에 참여해 완성된 곡이다. 세븐틴의 보컬팀 리더이자 앨범 프로듀서인 우지와 함께 작곡에, 작사가 ALFa와 함께 작사에 참여해 자신만의 감성을 오롯이 담아냈다.
디에잇의 고향이자, 바다가 사라져 만들어진 도시인 ‘海城 (Hai Cheng)'은 마치 꿈과 동경이 사라진 후 현실만이 남겨진 것과 같은 시적이면서도 낭만적인 분위기를 지니고 있다. 바다 위를 걷는 듯 잔잔한 피아노 선율과 따뜻한 디에잇 보이스의 조화가 인상적인 팝 발라드 기반의 곡으로, 절제된 연주와 서정적인 멜로디가 다양한 감정선을 선사한다.
‘海城 (Hai Cheng)'에는 바다 위의 고독한 섬처럼, 저 멀리 바닷가 도시에 누군가가 자기를 기다리고 있다는 희망을 갖고 있으면서도 상상 속 사랑이 너무 완벽해 ‘이러한 동경이 결국에는 서운함으로 변하지 않을까'라는 두려움의 감정이 복합적으로 담겨 있다.
뮤직비디오 속에서 디에잇은 바다 위의 어느 도시에 도착한다. 닿는 곳마다 그가 그리워하고 갈망하는 존재인 그녀, 해, 바다, 파도를 만난다. 이 대상들이 과거에 자신이 사랑했던 것들인지, 상상 속에서 동경했던 대상일 따름인지 답은 정해져 있지 않다.
꿈의 여정은 이처럼 미래를 기대하며 머나먼 바다를 바라보는 것이다. 얼마나 걸어 나가야 이 바다를 건너 꿈에 다다를 수 있을까. 우리는 출발하지 않았으나 멈추어 있지도 않는다.

## 수록곡
바다 위를 걷는 듯 잔잔한 피아노 선율과 따뜻한 디에잇 보이스의 조화가 인상적인 팝 발라드 기반의 곡으로, 절제된 연주와 서정적인 멜로디가 다양한 감정선을 선사한다. 바다 위의 고독한 섬처럼, 저 멀리 바닷가 도시에 누군가가 자기를 기다리고 있다는 희망을 갖고 있으면서도 상상 속 사랑이 너무 완벽해 ‘이러한 동경이 결국에는 서운함으로 변하지 않을까'라는 두려움의 감정이 복합적으로 담겨 있다.

## 여담
- 뮤직비디오에서 춤을 표현하기 위해 상대 여성 배역을 맡으신 분은 배우가 아니라 현대무용가라고 한다.